# Дишно
Дишно (пол. Dyszno, нім. Ringenwalde) — село в Польщі, у гміні Дембно Мисліборського повіту Західнопоморського воєводства.
Населення — 230 осіб (2011).

## Демографія
Демографічна структура станом на 31 березня 2011 року:
|          | Загалом | Допрацездатний вік | Працездатний вік | Постпрацездатний вік |
| -------- | ------- | ------------------ | ---------------- | -------------------- |
| Чоловіки | 119     | 32                 | 81               | 6                    |
| Жінки    | 111     | 25                 | 65               | 21                   |
| Разом    | 230     | 57                 | 146              | 27                   |